# Augusto (título)
Augusto (Augustus, plural: augusti; /ɔːˈɡʌstəs/; Latim para "majestoso," "o exaltado," ou "venerável") foi um título antigo romano dado tanto como nome quanto como título para Caio Otávio (frequentemente referido simplesmente como Augusto), o primeiro imperador de Roma. Com sua morte, tornou-se um título oficial de seu sucessor, sendo também usado por imperadores romanos daí em diante. A forma feminina Augusta foi usada para imperatrizes romanas e outras mulheres da família imperial. As formas masculina e feminina se originaram na época da República Romana, em conexão com coisas consideradas divinas ou sagradas na tradicional religião romana. Seu uso como título para maiores e menores deidades romanas do Império associaram o sistema imperial e a família imperial com as tradicionais virtudes romanas e a vontade divina, e pode ser considerado uma característica do culto imperial romano.
Nas províncias de língua grega de Roma, "Augusto" foi traduzido como sebasto (σεβαστός, "venerável"), ou helenizado como augoustos (αὔγουστος). Após a queda do Império Romano, Augusto foi algumas vezes usado como um nome para homens de nascimento aristocrático, especialmente nas terras do Sacro Império Romano-Germânico. Permanece como um prenome para homens.

## Título na Roma Antiga

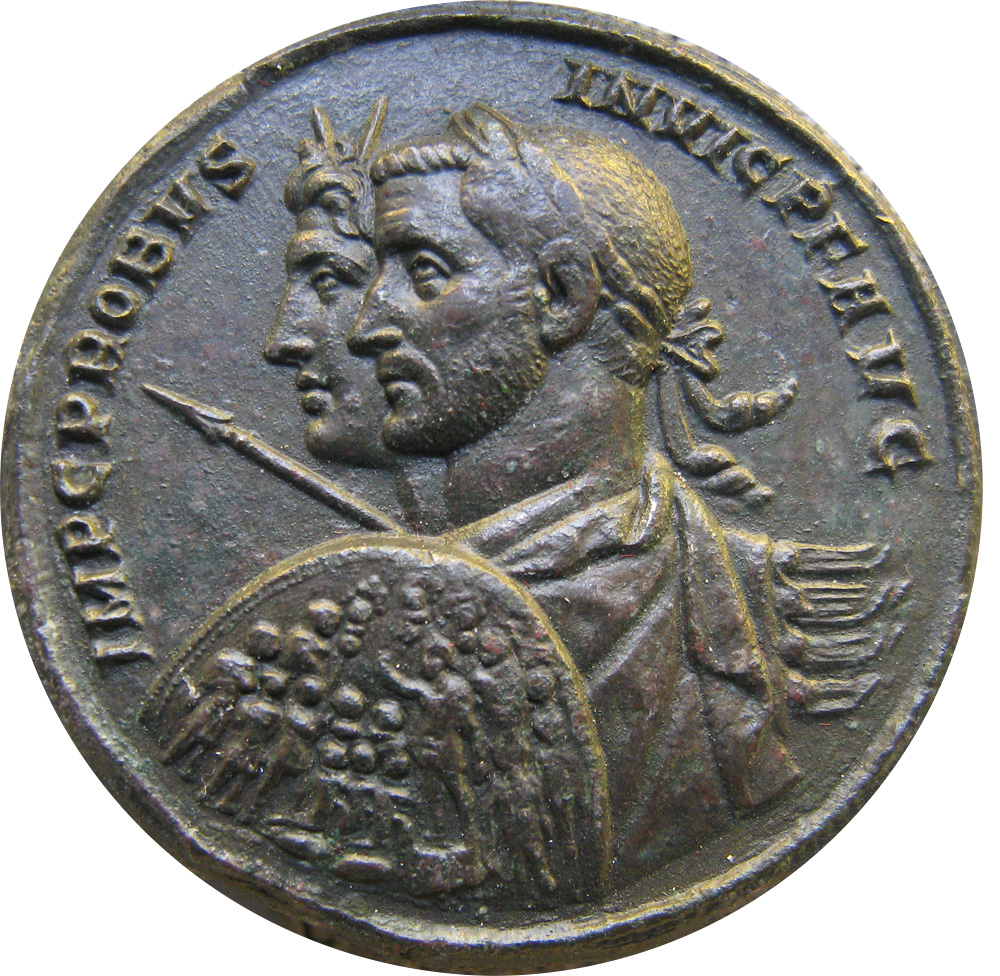
Uma moeda do fim do terceiro século do imperador Probo, mostrando títulos abreviados e honoríficos - IMP·C·PROBUS·INVIC·P·F·AUG

### Uso mais antigo
Cerca de trinta anos antes de sua primeira associação com o herdeiro de Júlio César, Augusto foi um obscuro título com associações religiosas. Um contexto inicial (58 a.C.) o associa com o provincial Lares (um dos deuses domésticos romanos). Na poesia e na prosa, era a "elevação" ou o "aumento" do que já é sagrado ou religioso. Algumas fontes romanas conectam-no com auspício, tendo-se dito que Roma foi fundada com o "augusto auspício" de Rômulo.

### Nome ou título imperial

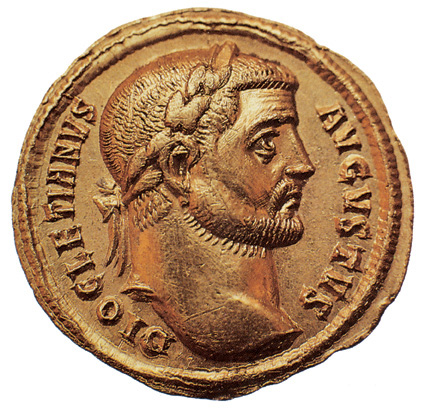
Uma moeda romana apresentando o imperador Diocleciano e o título Augusto na direita

O primeiro verdadeiro imperador romano conhecido como "augusto" (e primeiro considerado como um imperador romano) foi Caio Júlio César Otaviano (Otaviano). Ele foi o filho adotado e herdeiro de Júlio César, que tinha sido assassinado por sua aparente aspiração à monarquia divina, então subsequentemente e oficialmente deificado. Otaviano cuidadosamente evitou qualquer associação com as reivindicações de César, além de reconhecer sua posição e deveres como Divi filius, "filho do Divino". No entanto, sua posição era única e extraordinária. Ele tinha terminado a prolongada e sangrenta guerra civil de Roma com sua vitória em Ácio, e estabeleceu uma duradoura paz; ele era auto-evidentemente favorecido pelos deuses. Como princeps senatus ("primeiro homem ou príncipe do senado"), presidiu os encontros senatoriais. Ele foi pontífice máximo, sacerdote-chefe da religião do estado romano. Mantendo o imperium consular, com autoridade igual à do chefe oficial do Executivo, ele foi comandante supremo de todas as legiões romanas e mantinha o tribunicia potestas ("poder tribuciano"). Como um tribuno, sua pessoa era inviolável (sacrosanctitas) e tinha o direito de vetar qualquer lei ou proposta feita por qualquer magistrado dentro de Roma. Ele foi oficialmente renomeado "Augusto" pelo senado romano em 16 de janeiro de 27 a.C. – ou provavelmente o Senado ratificou sua própria escolha cuidadosamente ("Rômulo" tinha sido considerado, e rejeitado). Então sua renomeação oficial em uma forma vagamente associada com uma religiosidade tradicionalmente republicana, mas sem precedente como um cognomen, pode ter servido para mostrar que ele devia sua posição à aprovação de Roma e seus deuses, e possivelmente sua própria natureza única e elevada e talentos "divinos". Seu título completo e oficial foi Imperator Caesar Divi Filius Augustus.
As reformas religiosas de Augusto estenderam ou afirmaram augustus como um quase onipresente título ou honra para várias deidades locais menores, incluindo o Lares Augusti de comunidades locais, e obscuras deidades provinciais tais como o norte-africano Marazgu Augustus. Essa extensão de um honorífico imperial para deidades maiores e menores de Roma e suas províncias é considerada uma característica de nível de chão do culto imperial, o que perdurou até a oficial substituição das religiões tradicionais de Roma pelo cristianismo.
O título ou nome de Augusto foi adotado por seus sucessores, que mantinham o nome durante suas próprias vidas por virtude de seu status, mandatos e poderes – o que incluía os imperadores cristãos. A maioria dos imperadores também usou o imperator, mas outros podiam e tinham o mesmo título e funções. César foi usado como um título, mas foi também o nome de um clã dentro da linha juliana.

### Equivalente feminino
Augusta foi o equivalente feminino de Augusto, e tinha origens similares como um descritor obscuro com toques vagamente religiosos. Foi concedida para algumas mulheres das dinastias imperiais, como um indicador de poder e influência mundanos, e um status perto da divindade. Não havia qualificação com prestígio mais alto. O título ou honorífico era compartilhado pelas deusas do estado associadas com a generosidade e provisão do regime imperial, tais como Ceres, Bona Dea, Juno, Minerva, e Ops, e por deusas locais ou menores através do império. Outras personificações percebidas como essencialmente femininas e dadas ao título Augusta incluem Pax (paz) e Victoria (vitória).
A primeira mulher a receber o honorífico Augusta foi Lívia Drusa, pela última vontade de seu marido Augusto. De sua morte (14 d.C.) ela era conhecida como Júlia Augusta, até sua própria morte em 29 d.C..

## Uso tardio

### Império Bizantino

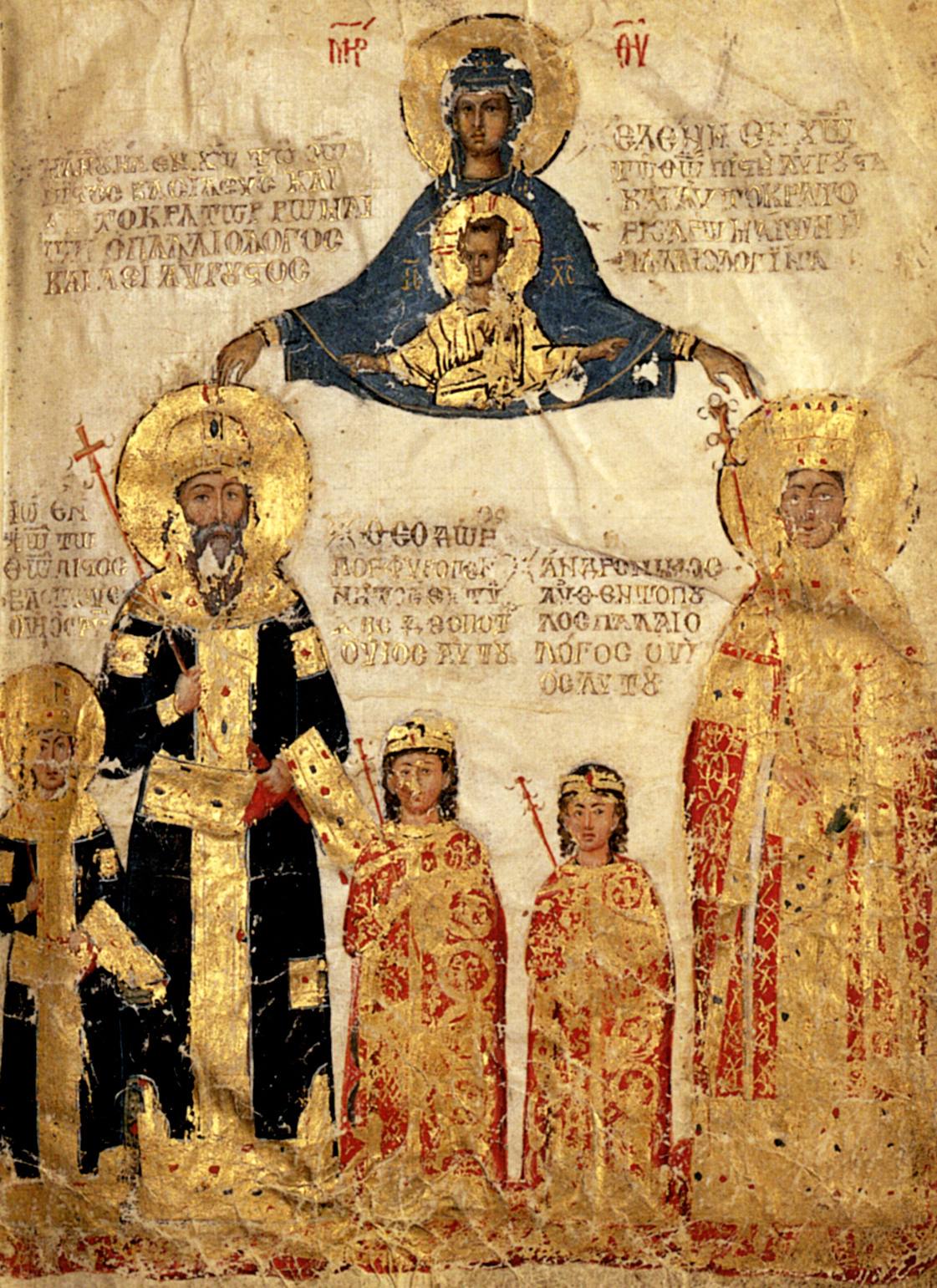
Um tardio exemplo bizantino de Augusto na titulatura imperial: nessa miniatura de ca. 1404, Manuel II Paleólogo é intitulada "basileus e autokrator dos romanos", mas também aei augoustos ("sempre augusto"), após a fórmula antiga tardia semper augustus.

Sob a Tetrarquia, o império foi dividido em metades orientais e ocidentais. Cada uma foi governada por um imperador sênior, com o posto de augusto, e um imperador júnior, que tinha um posto abaixo como um césar. Os títulos imperiais de Imperator, césar, augusto foram respectivamente renderizados em grego como autocrator, kaisar, e augoustos (ou sebasto). Os títulos em grego foram usados no Império Bizantino até sua extinção em 1453, embora "sebasto" perdesse sua exclusividade imperial e autocrator se tornasse o título exclusivo do imperador bizantino.
O último imperador romano que governou no ocidente, Rômulo Augusto se tornou conhecido como Augustulus ("pequeno Augusto"), devido à insignificância de seu reinado.

### Sacro Império Romano-Germânico
Carlos Magno usou o título serenissimus augustus como um prefixo para seus títulos e seus sucessores limitaram a si mesmos para imperator augustus, em ordem de evitar conflito com os imperadores bizantinos. Começando com Otão III (coroado em 983), os imperadores romano-germânicos usavam Romanorum Imperator Augustus.
A fórmula de semper augustus ("sempre exaltado") quando traduzido para alemão no período tardio do Sacro Império Romano-Germânico não era renderizado literalmente, mas como allzeit Mehrer des Reiches ("sempre Elevador do Reino"), do significado verbal transitivo de augere, "elevar, aumentar".

### Brian Boru
O rei irlandês Brian Boru (c. 941 – 1014) foi descrito nos Anais de Ulster como ardrí Gaidhel Erenn & Gall & Bretan, August iartair tuaiscirt Eorpa uile ("Grande Rei dos Gaels da Irlanda, dos Nórdicos e dos Bretões, Augusto do inteiro noroeste da Europa"), o único rei irlandês a receber aquela distinção.